# Punta Colonet
Punta Colonet är en ort i Mexiko.   Den ligger i kommunen Ensenada och delstaten Baja California, i den nordvästra delen av landet, 2 100 km nordväst om huvudstaden Mexico City. Punta Colonet ligger 50 meter över havet och antalet invånare är 3 278.
Terrängen runt Punta Colonet är platt åt sydväst, men åt nordost är den kuperad. Runt Punta Colonet är det glesbefolkat, med 8 invånare per kvadratkilometer. Punta Colonet är det största samhället i trakten. Omgivningarna runt Punta Colonet är i huvudsak ett öppet busklandskap.